# بری اوییشن
بری اوییشن (به انگلیسی: Berry Aviation) یک شرکت هواپیمایی است که در تاریخ ۱۹۸۳ میلادی تأسیس شده است. دفتر مرکزی بری اوییشن در سن مارکوس، ایالات متحده آمریکا واقع شده‌است و قطب این شرکت هواپیمایی در فرودگاه شهرستان سن مرکس قرار دارد.